# Sara Jean Underwood

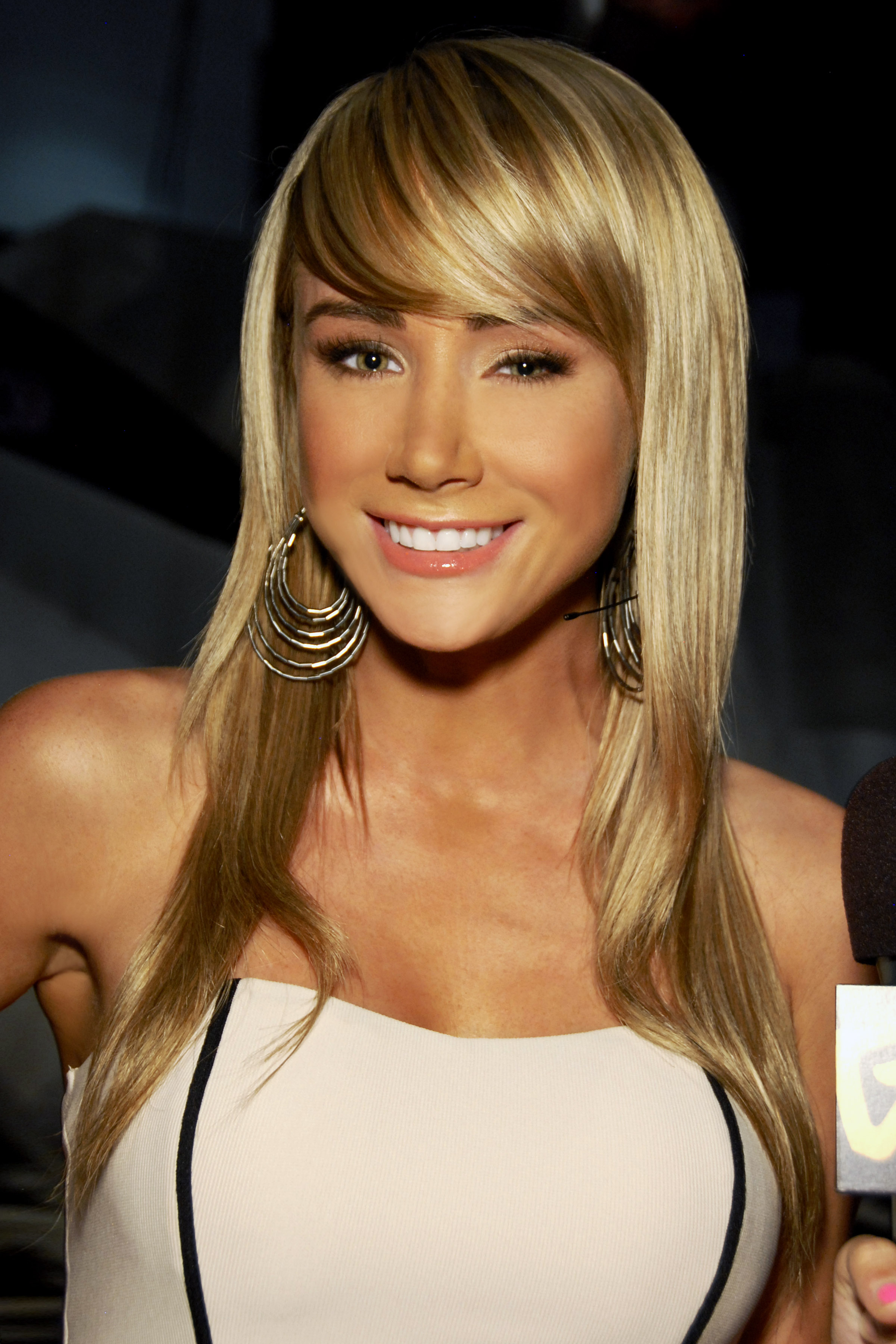
Sara Jean Underwood (2011)

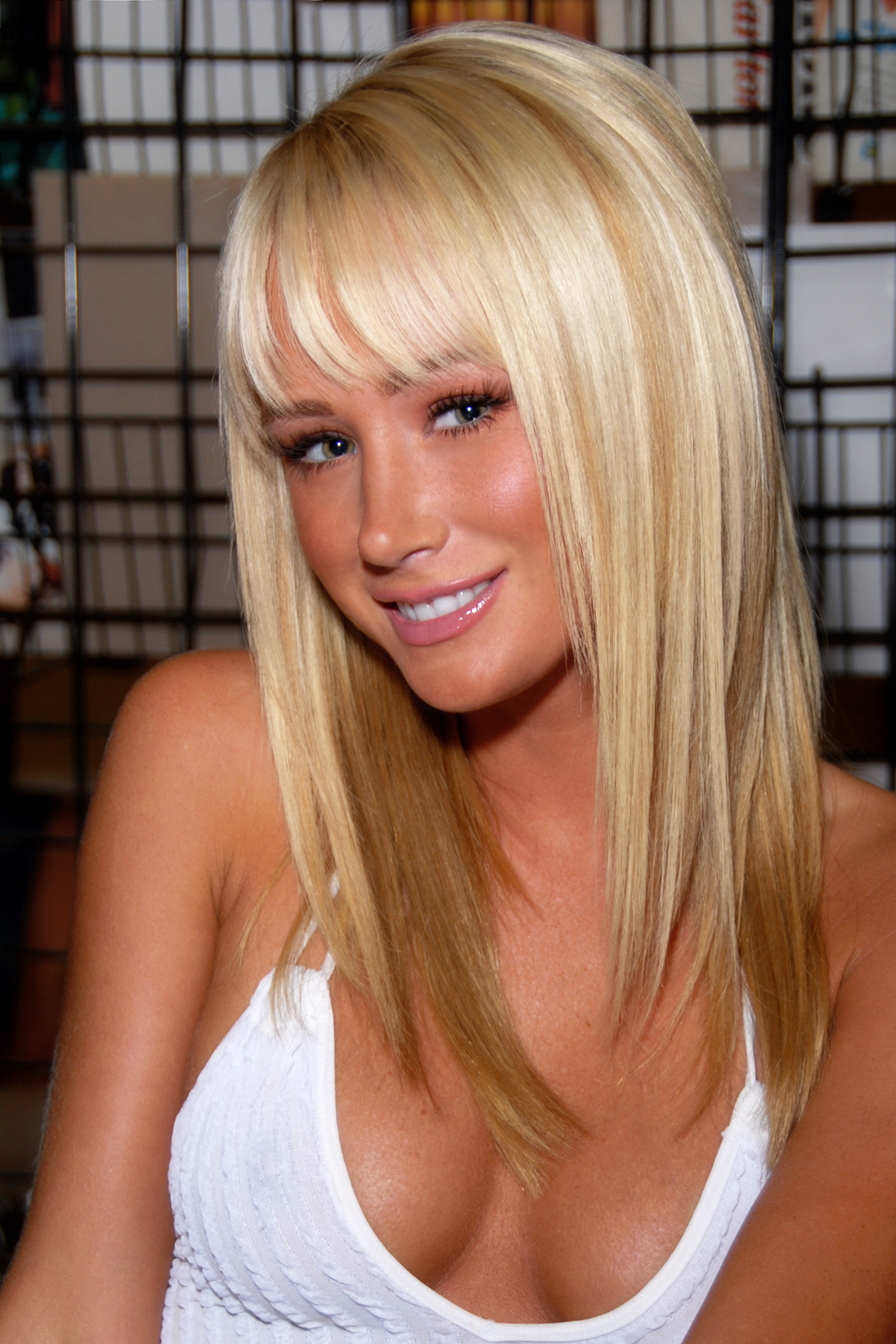
Sara Jean Underwood (2007)

Sara Jean Underwood (* 26. März 1984 in Portland, Oregon) ist ein US-amerikanisches Erotikmodel, Schauspielerin und Playmate.

## Karriere

### Model-Karriere
Underwood arbeitete zunächst als Kellnerin in einem Hooters-Restaurant in Beaverton, Oregon. Hooters ist für die aufreizende Dienstkleidung und das Verhalten (beispielsweise Tanzeinlagen) seiner ausschließlich weiblichen Servierkräfte (sogenannte „Hooters-Girls“) in den Hooters Sportsbars bekannt, so dass die Kellnerinnen nicht selten als Models angesehen werden.
Sara Jean Underwood ziert das Cover der Oktoberausgabe 2005 des US-amerikanischen Playboys und ist darin in der Bildreihe „The Girls of the Pac 10“ zu sehen. In der Juliausgabe 2006 war sie Playmate des Monats, 2007 wurde sie zum Playmate des Jahres gewählt. In diesem Zusammenhang erschien Underwood auch in der Spezialausgabe des US-amerikanischen Playboys Playboy's Playmate Review – Sexy Centerfolds Bare it All, bei der sie sowohl auf dem Cover als auch einer zehnseitigen Fotostrecke zu sehen ist. Auch später arbeitete sie immer wieder mit dem Playboy zusammen: So stand sie anlässlich des 40. Jubiläums der Filmreihe Star Wars für eine Fotostrecke vor der Kamera und stellte andere berühmte Filmszenen aus Filmen wie Black Swan, Marvel’s The Avengers oder Transformers nach.
Neben Jayde Nicole, Kassie Lyn Logsdon, Heather Rae Young und Kara Monaco ist sie ferner im „Guitar Buyer's Guide 2011“ der Musikzeitschrift Guitar World zu sehen.
Aufmerksamkeit in der Modelbranche erzeugte auch, dass Underwood für den Karrierestart des späteren Models und Playmate des Jahres 2009 Ida Ljungqvist verantwortlich ist, die sie beim Einkaufen auf dem Rodeo Drive in Beverly Hills entdeckte. Hohe mediale Beachtung kommt außerdem Underwoods offiziellem Instagram-Profil mit derzeit 9,2 Millionen Abonnenten (Stand: März 2019) zu, das sie hauptsächlich dafür nutzt, Fotos – auf denen sie zumeist nur knapp oder unbekleidet zu sehen ist – von verschiedenen Reisen zu veröffentlichen.

### TV-Karriere
Underwood hatte mehrere Auftritte als sie selbst in Fernsehserien und Filmen: So war sie beispielsweise in 17 Episoden der Serie The Girls of the Playboy Mansion, die zuletzt das Leben von Hugh Hefner und seiner späteren Ehefrau Crystal Harris und seinen Freundinnen Karissa und Kristina Shannon in der Playboy Mansion zeigte, zu sehen. Ferner trat sie in zwei Episoden von Kendra Wilkinsons Doku-Soap Kendra auf. 2008 hatte sie einen Gastauftritt als sie selbst in der amerikanischen Komödie House Bunny und 2009 in der Serie The Hills.
Seit 2006 ist Sara Jean Underwood als Schauspielerin aktiv und spielte unter anderem Rollen in den Filmen Fantastic Movie und Deadly Weekend. Außerdem trat sie unter anderem neben Holly Madison und Bridget Marquardt in dem 2009 erschienenen Horrorfilm Girls Mansion Massacre auf.
Im Jahr 2007 veröffentlichte Playboy unter dem Namen Sara Jean Underwood – Playmate of the Year 2007 ein knapp 35-minütiges Video von Sara Jean Underwood auf DVD, das insbesondere die Produktion diverser Fotostrecken zeigt.
Von 2010 bis 2013 war Underwood eine Moderatorin der US-amerikanischen Show Attack of the Show!, bei der sie insgesamt durch 147 Folgen führte. Seit dem Jahr 2019 betreibt Underwood zusammen mit ihrem Partner Jacob Witzling die Webserie Cabinland, bei der der Aufbau verschiedener Holzhäuser präsentiert wird.

## Persönliches
Underwood machte ihren Schulabschluss 2002 in der Scappoose High School (Columbia County, Oregon), später studierte sie an der Portland State University und Oregon State University Business Marketing.
Sie war zwei Jahre lang mit Fernseh- und Radiomoderator Ryan Seacrest liiert. 2013 führte Underwood eine Beziehung mit Roberto Martinez, dem Gewinner der sechsten Staffel der amerikanischen Ausgabe von Die Bachelorette. Derzeit ist sie mit dem US-amerikanischen Blogger und YouTuber Jacob Witzling liiert.

## Filmografie (Auswahl)
Als Schauspielerin
- 2006: S.H.I.T. – Die Highschool GmbH (Accepted)
- 2007: Fantastic Movie (Epic Movie)
- 2009: Two Million Stupid Women
- 2009: Girls Mansion Massacre (The Telling)
- 2013: Deadly Weekend (Zellwood)
- 2016: Which Valentine's Vixen Are You? (Kurzfilm)

Als sie selbst
- 2005–2009: The Girls of the Playboy Mansion (Doku-Soap, 17 Episoden)
- 2006: Playboy Video Playmate Calendar 2007 (Dokumentation)
- 2007: Playboy Video Playmate Calendar 2008 (Dokumentation)
- 2007: Playboy Video Centerfold: Playmate of the Year Sara Jean Underwood (Dokumentation)
- 2008: Today (Nachrichtensendung, 1 Episode)
- 2008: House Bunny
- 2009: Up Close with Carrie Keagan (Talk-Show, 2 Episoden)
- 2009: Miss March
- 2009: Bridget's Sexiest Beaches (Doku-Soap, 2 Episoden)
- 2009: Kendra (Doku-Soap, 2 Episoden)
- 2009: The Hills (Reality-TV-Fernsehserie, 1 Episode)
- 2010–2013: Attack of the Show! (Fernsehshow, 147 Episoden)
- 2011: Green Lantern: An Exclusive Look (Dokumentation)
- 2012: Ridiculousness (Comedy-Clip-Show, 1 Episode)
- 2012: G4 Presents E3 '12 Live (Fernsehfilm)
- 2012: G4 Presents Comic Con 2012 Live (Fernsehfilm)
- 2013: Continue? (Fernsehserie, 1 Episode)
- 2015: Art of the Interview (Fernsehserie, 1 Episode)
- 2016: The Attack (Fernsehserie, 2 Episoden)
- Seit 2019: Cabinland (Webserie)